# Henri Zerner
Henri Zerner, né en 1939, est un conservateur de musée, historien de l'art et auteur français.

## Biographie
Henri Zerner est un spécialiste de l'art en France du XVIe siècle.
Il a été conservateur du cabinet des estampes du Fogg Art Museum de Cambridge, au Massachusetts (États-Unis), et, en 2002, professeur d'histoire de l'art à l'Université Harvard.

### Articles
- Henri Zerner, « Graveurs lyonnais du XVIe siècle », L'Œil, no 150,‎ 1967, p. 12-19 (BNF 34453991)
- Henri Zerner, « Diane de Poitiers : maîtresse de son image ? », Albineana, Cahiers d'Aubigné, no 14 « Le mythe de Diane en France au XVIe siècle »,‎ 2002, p. 335-343 (lire en ligne).
- Henri Zerner, « Histoire de l'art et idéologie politique chez Jules Renouvier et Louis Dimier », dans Claire Barbillon, Roland Recht, Philippe Sénéchal, Histoire de l'histoire de l’art en France au XIXe siècle. Actes du colloque international, Paris, INHA et Collège de France, 2-5 juin 2004, Paris, La Documentation française, 2008
- Andreas Beyer, Francis Croissant, Sophie Krebs, Élisabeth Taburet-Delahaye, Henri Zerner et Olivier Bonfait, « Schèmes de périodisation en histoire de l’art : enjeux intellectuels et pratiques publiques », Perspective, 4 | 2008, 621-638 [mis en ligne le 11 avril 2018, consulté le 07 février 2022. URL : http://journals.openedition.org/perspective/2667 ; DOI : https://doi.org/10.4000/perspective.2667].